# 612
El 612 fou un any de traspàs iniciat en dissabte segons el còmput del calendari gregorià, instaurat posteriorment.

## Esdeveniments
- Sagunt encunya monedes.
- Victòria de Suintila contra els runcons, fer que l'ajudaria posteriorment a assolir el tron.
- Lleis visigodes per protegir els jueus.
- Batalla de Salsu, en el marc de la guerra entre la Xina i Koguryö.
- Inici del regnat de Sak K'uk' a Palenque.[1]

## Naixements
- Oswiu de Northúmbria, sant
- Constantí III

## Necrològiques
- Fàbia Eudòxia, emperadriu romana d'Orient
- Gundemar, rei visigot